# Johnny Ventura
Johnny Ventura (Santo Domingo, 8 maart 1940 – Santiago, 28 juli 2021), artiestennaam van Juan de Dios Ventura Soriano, was een Dominicaanse zanger, bandleider van merengue en salsa en politicus.

## Levensloop

### Muzikale carrière
In 1964 drong de Cubaanse impresario Angel Guinea erop aan dat Ventura zijn eigen orkest zou creëren, de "Combo Show". Later werd dit een belangrijk onderdeel van de geschiedenis van de populaire Dominicaanse muziek. Ventura bracht gedurende zijn carrière meer dan 100 platen uit en werd uiteindelijk een van de bekendste zangers van Latijns-Amerika. In 1999 werd Ventura opgenomen in de International Latin Music Hall of Fame. In 2006 ontving Ventura een Latin Grammy Lifetime Achievement Award als erkenning voor zijn carrière.

### Politieke carrière
Ventura werd verkozen tot plaatsvervangend lid van het congres van de Dominicaanse Republiek van 1982 tot 1986. Van 1994 tot 1998 was hij viceburgemeester van Santo Domingo, hoofdstad van de Dominicaanse Republiek. Van 1998 tot 2002 was hij burgemeester van de stad.

### Persoonlijk leven
Op 28 maart 2020 werd tijdens de coronapandemie bekend dat Ventura positief had getest op COVID-19 en in het ziekenhuis was opgenomen. Op 13 april werd bekend dat hij hersteld was en negatief had getest op het coronavirus. Ventura overleed op 28 juli 2021 op 81-jarige leeftijd aan een hartaanval.